# Xylergatoides
Xylergatoides is een kevergeslacht uit de familie van de boktorren (Cerambycidae). De wetenschappelijke naam van het geslacht werd voor het eerst geldig gepubliceerd in 1962 door Gilmour.

## Soorten
Xylergatoides is monotypisch en omvat slechts de volgende soort:
- Xylergatoides asper (Bates, 1864)